# Обстріли Малина
Обстріли Малина — дії російських військ у місті Малин Житомирської області, які розпочалися 6 березня 2022 року під час вторгнення Росії в Україну.

## Перебіг подій

### 2022
6 березня 2022 року Малин зазнав авіаційного удару по центру міста. Внаслідок цього було пошкоджено адміністративні будівлі, Свято-Покровську церкву, знищено транспортні засоби. Поліція повідомила про 1 загиблого та 2 травмованих, яких доставляли до лікарні.
8 березня о 20:50 після авіаційного удару було зруйновано 7 приватних одноповерхових житлових будинків, де загинуло 6 осіб, з них 3 дітей.
15 березня окупанти вчергове обстріляли Малин та приміське село Юрівка, внаслідок чого загинула жінка та двоє людей були травмовані.
29 березня було обстріляно села Малинської громади: Українка, Лумля, Дружне, Любовичі, Привітне.
Як повідомив голова обласної військової адміністрації Віталій Бунечко, станом на кінець березня 2022 Малинська громада — одна з тих, які постраждали найбільше на Житомирщині.
Вранці 20 травня 2022 року по Малину ударили три російські крилаті ракети, було пошкоджено об'єкт залізничної інфраструктури та близько ста будинків.
22 травня, близько 13:30 год. Росія знову завдала ракетного удару. Було пошкоджено близько 150 житлових будинків, один багатоквартирний, об'єкт інфраструктури Укрзалізниці, ряд магазинів та кафе, деякі промислові підприємства. Загинув працівник Укрзалізниці, четверо людей поранені.